# Revenue Retrievin’: Overtime Shift
Revenue Retrievin’: Overtime Shift – trzynasty studyjny album amerykańskiego rapera E-40. Został wydany 29 marca, 2011 roku, w ten sam dzień co album Revenue Retrievin’: Graveyard Shift. Kompozycja składa się z 20 utworów i występują na niej tacy artyści jak: B-Legit, Devin the Dude, Droop-E

## Lista utworów
Opracowano na podstawie źródła.
1. "Mr. Flamboyant 2K11"
2. "Drugs" (feat. B-Legit)
3. "Hillside"
4. "Gunz"
5. "Slow It Down" (feat. J. Stalin & Decadez)
6. "Me & My Bitch"
7. "Beastin"
8. "My Money Straight" (feat. Guce & Black C (of RBL Posse))
9. "I Love My Momma" (feat. R.O.D. & Mic Conn)
10. "I Am Your" (feat. Droop-E & Laroo T.H.H.)
11. "In The Morning" (feat. Beeda Weeda & Work Dirty (of DB’z))
12. "Punkin’ Em Out"
13. "Born In The Struggle" (feat. Dr. Cornell West & Mike Marshall)
14. "Fuck Em’"
15. "Rear View Mirror" (feat. B-Legit & Stressmatic)
16. "Lookin’ Back" (feat. Devin the Dude)
17. "Stay Gone"
18. "Movin’ Organized Business (M.O.B.)"
19. "Tired Of Sellin Yola"
20. "Click About It" (feat. The Click, Harm (of Da Rich), & Bosko)